# Ayaka Arai
Pour les articles homonymes, voir Arai (homonymie).
Ayaka Arai (新井 彩可, Arai Ayaka) (née le 22 septembre 1985 ) est une karatéka japonaise, surtout connue pour la médaille d'argent qu'elle a remportée en kumite individuel féminin plus de 60 kilos aux championnats du monde de karaté 2006 à Tampere, en Finlande.

## Palmarès
- Médaille d'argent en kumite individuel féminin plus de 60 kilos aux championnats du monde de karaté 2006 à Tampere, en Finlande[1].